# Variraptor
Variraptor (formato da Varus, il nome latino del fiume Var + il latino raptor, che significa predone) è un genere di dinosauro teropode rinvenuto presso la valle del fiume Var nella regione delle Alpi Marittime, in Provenza, nel sud della Francia. Era un teropode appartenente ai Maniraptora, trovato nella Grès à Reptiles Formation a La Bastide Neuve, vicino a Fox-Amphoux (Var, Francia) e descritto da Le Leouff e Buffetaut nel 1998. Il materiale rinvenuto è stato, in principio, assegnato al misterioso teropode Elopteryx.
Basato su una vertebra dorsale (MDE-D168) e un sacro (MDE-D169) con cinque vertebre fuse; altri reperti ritrovati includono un omero (MDE-D158) con una cresta delta-pettorale ben sviluppata, che suggerisce un'elevata capacità motoria delle zampe anteriori. Altre ossa attribuite al genere sono un femore e varie vertebre. Un esemplare adulto probabilmente raggiungeva i 2 metri di lunghezza.